# Station Ciganea
Ciganea is een spoorwegstation in Purwakarta, West-Java, Indonesië.

## Bestemmingen
- Simandra: naar Station Purwakarta en Station Cibatu
- Serayu: naar Station Jakarta Kota en Station Kroya